# 독일신학
독일신학(영어: Theologia Germanica, 독일어: Theologia Deutsch)은 14세기 후반에 쓰여진 신비주의 작품이며 저자는 알려지 않았다. 이 책의 서문에 의하면 저자는 제사장이며 독일 프랑크푸르트에 사는 튜턴 기사단의 회원이라고 밝히고 있다. 마르틴 루터는 1516년 부분적인 내용을 처음으로 출판하였는데 이 책은 요한 타울러가 썼다고 생각하였다. 첫 번째 영어 번역본은 1646년에 출판되었다.
하나님 안에서의 생활을 이 세상의 삶 속에서 어떻게 나타내어야 하느냐에 대해 쓴 대단히 심오한 책으로 마틴 루터가 1518년에 출판하면서 마틴 루터의 독일신학이라는 제목을 붙이게 되었다. 이 책은 하나님 안에서의 신비 생활에 대한 일반적인 관념에서처럼 현실로부터의 도피를 말하고 있지 않다. 이 책은 인간사에 있어서 진정한 도덕적 책임을 위한 하나님 안에서의 참된 안식에 대한 지침서이다.
「독일신학」은 기독교 신비가들의 살아 있는 전통에 속한다. 마틴 루터와 요한 아른트가 펴낸 것, 그리고 다른 언어로 여러 번 출판된 이 책의 기이한 역사는 이 책이 중세 사상의 중요한 흐름에서 나온 하나의 역사적 증거로서 뿐만 아니라 기독교적 생활 방식의 치고와 기독교 신앙에 대한 보다 깊은 이해를 위한 유익한 지침서로서도 충분한 가치가 있음을 보여 준다. 장 칼뱅은 이책을 거부하였고 사탄의 전략으로 생각하였는데 이책은 교회를 죽이는 숨은 독을 포함하고 있다고 말했다.

## 서적
- 《Theologia germanica》, Christian Classics Ethereal Library.
- Theologia Germanica free audio from Librivox
- David Blamires, trans., Theologia Deutsch—Theologia Germanica: The Book of the Perfect Life (Sacred Literature Series. Walnut Creek: Altamira Press, 2003)
- John Furguson, Encyclopedia of Mysticism and Mystery Religions (Crossroad: New York, 1982)
- Hoffman, Bengt, tr (1980), 《The Theologia Germanica of Martin Luther》, The Classics of Western Spirituality, Paulist Press.
- McGinn, Bernard (2005), 《The Harvest of Mysticism》, 392–404쪽.
- Winkworth, Susanna, tr (1857), 《Theologia Germanica》, Andover: John P Jewett & Co

## 같이 보기
- 기독교 신비주의
- 마이스터 에크하르트
- 신비주의
- 독일 신비주의